# Zoé Félix
Pour les articles homonymes, voir Félix.
Zoé Félix est une actrice française, née le 7 mai 1976 à Paris 14e.

## Biographie

### Carrière
Fille d'une attachée de presse dans la mode et d'un organisateur de concerts, Zoé Félix est découverte à 17 ans dans un autobus par l'agente et ancienne actrice Myriam Bru, qui lui promet un avenir de star. Elle paye ses études en faculté d'arts plastiques avec ses premiers cachets, puis décroche son premier rôle au cinéma dans Déjà mort d'Olivier Dahan. Elle abandonne par la suite ses études pour se consacrer entièrement au cinéma.
Elle doit la plupart de ses apparitions au réalisateur Marc Esposito, qui lui offre des rôles dans ses quatre films : la trilogie Le Cœur des hommes, dans laquelle elle fait tourner la tête de Gérard Darmon, entre 2003 et 2013 ; mais aussi le drame Toute la beauté du monde, en 2006.
En 2008, elle incarne la femme de Kad Merad dans le film de Dany Boon, Bienvenue chez les Ch'tis, aux 20 millions d'entrées en France.
La même année, elle devient le nouveau visage de Clara Sheller, pour une seconde saison toujours diffusée sur France 2, en remplacement de Mélanie Doutey.
Par la suite, elle tourne peu, et dans des univers différents : en 2010, elle est l'héroïne du film d'horreur Captifs, de Yann Gozlan ; en 2011, elle est l'une des têtes d'affiche de la comédie italienne Studio illegale, d'Umberto Carteni ; puis en 2013, elle tient un rôle secondaire dans la comédie dramatique française Grand Départ, de Nicolas Mercier.
En 2014, elle passe au théâtre pour une reprise de la pièce Le Placard, de Francis Veber. Elle reste sur les planches en 2016 pour les besoins de la pièce Je vous écoute, de Bénabar, sur une mise en scène Isabelle Nanty, cette fois au Théâtre Tristan-Bernard.

## Filmographie

### Cinéma

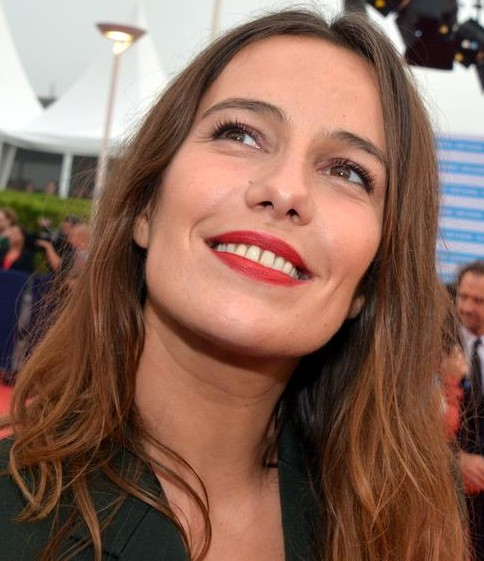
L'actrice à Deauville en 2014.

#### Longs métrages
- 1998 : Déjà mort d'Olivier Dahan : Laure
- 2003 : Le Cœur des hommes de Marc Esposito : Elsa
- 2003 : La Beuze de François Desagnat et Thomas Sorriaux : Dina
- 2003 : Osmose de Raphaël Fejtö : La fille de la fin
- 2004 : L'Incruste, fallait pas le laisser entrer ! d'Alexandre Castagnetti et de Corentin Julius : Cécilia
- 2005 : L'Anniversaire de Diane Kurys : Fred
- 2006 : Toute la beauté du monde de Marc Esposito : Tina
- 2007 : Le Cœur des hommes 2 de Marc Esposito : Elsa
- 2008 : Bienvenue chez les Ch'tis de Dany Boon : Julie Abrams
- 2009 : La Pomme d'Adam de Jérôme Genevray : Mme Moretti
- 2010 : Captifs de Yann Gozlan : Carole
- 2011 : Studio illegale d'Umberto Riccioni Carteni : Emilie Chomand
- 2013 : Grand Départ de Nicolas Mercier : Séréna
- 2013 : Le Cœur des hommes 3 de Marc Esposito : Elsa
- 2017 : Uchronia de Christophe Goffete : L'hôtesse de l'agence

#### Courts métrages
- 1999 : Mon premier est un héros de Vincent Vareilles
- 2000 : Granturismo de Denis Thybaud : Joanna
- 2001 : Sunday Morning Aspirin d'El Diablo : Natasha
- 2001 : La lune se couche d'Areski Ferhat
- 2002 : Dolores de Phil Sfezzywan : Dolores
- 2002 : Bois ta Suze d'Emmanuel Silvestre et Thibault Staib : Suzy Love
- 2003 : Aujourd'hui madame de César Vayssié : La maîtresse
- 2004 : Le Syndrome de Cyrano de Camille Saféris : Dorothée
- 2004 : Noodles de Jordan Feldman : Françoise
- 2005 : Majorité de Phil Sfezzywan : Pamela Pussy
- 2005 : Fotografik de Xavier Gens
- 2005 : Ceci n'est pas un film de Charles-Henry Flavigny
- 2007 : Un train de retard de Jeanne Gottesdiener : Sandrine
- 2008 : Oh my God de Françoise Charpiat
- 2009 : La Pomme d'Adam de Jérôme Genevray : Héléna Moretti
- 2022 : Celles qui restent de Fiorella Basdereff : Sofia

### Télévision

#### Séries télévisées
- 2000 : H  : Zoé
- 2000 : Les Redoutables : Loris
- 2007 : Lascars : La fan de Mat Kamora
- 2008 : Clara Sheller : Clara Sheller
- 2009 : Myster Mocky présente (épisode Une si gentille serveuse)
- 2013 : Les Kassos : Scoully
- 2013 : Palmashow, l'émission (épisode Quand ils veulent serrer une MILF)
- 2013 : What Ze Teuf : Elle-même
- 2013 / 2016 : Nos chers voisins : Pauline
- 2017 : Prof T.: Christine Flamand
- 2022 : Léo Matteï, Brigade des mineurs : Nadia

#### Téléfilms
- 2001 : Vent de poussières de Renaud Bertrand : Léa
- 2006 : Sable noir de Xavier Gens : Cylia
- 2009 : L'Homme à l'envers de Josée Dayan : Sabrina
- 2010 : Darwin 2 de Vincent Amouroux et Franck Pitiot : Estelle de la Fauvette

### Clips
- 2000 : Regarde-moi bien en face de Gérald de Palmas
- 2005 : Sales gosses de Dadoo
- 2009 : Bonjour de Rachid Taha
- 2012 : Variations de noir de Benjamin Paulin
- 2012 : L’Attente de Johnny Hallyday

### Théâtre
- 2014 : Le Placard de Francis Veber, mise en scène de l'auteur, Théâtre des Nouveautés
- 2016 : Je vous écoute de Bénabar, mise en scène Isabelle Nanty,   Théâtre Tristan-Bernard

## Discographie
- 2014 : Le monde est petit sur l'album We Love Disney 2, en duo avec Coralie Clément